# American Dreamz
Pour plus de détails, voir Fiche technique et Distribution.
American Dreamz est un film américain réalisé par Paul Weitz, sorti en 2006.

## Synopsis
Pour augmenter l'audience, l'animateur vedette de l'émission du télé-crochet American Dreamz, Martin "Tweedy" Tweed, recrute des candidats atypiques et invite dans son show le président des États-Unis. Ce dernier est chaperonné par son chef de cabinet, qui veut le mettre en valeur après une longue absence dans les médias. La finale entre les deux derniers candidats, Sally Kendoo, une Américaine moyenne, et Omer Obeidi, un immigré irakien, risque d'être explosive.

## Fiche technique
- Titre : American Dreamz
- Réalisation : Paul Weitz
- Scénario : Paul Weitz
- Production : Kerry Kohansky, Rodney Liber, Andrew Miano, Chris Weitz et Paul Weitz
- Sociétés de production : NBC Universal Television et Depth of Field
- Budget : 19 millions de dollars (14,41 millions d'euros)
- Musique : Stephen Trask
- Photographie : Robert Elswit
- Montage : Myron I. Kerstein
- Décors : William Arnold
- Costumes : Molly Maginnis
- Pays d'origine : États-Unis
- Format : Couleurs - 1,85:1 - DTS / Dolby Digital / SDDS - 35 mm
- Genre : Comédie, musical
- Durée : 107 minutes
- Dates de sortie : 4 mars 2006 (festival de Lake County), 21 avril 2006 (États-Unis), 7 juin 2006 (Belgique, France)

## Distribution
- Hugh Grant (VF : Thibault de Montalembert et VQ :Daniel Picard) : Martin Tweed
- Dennis Quaid (VF : Bernard Lanneau et VQ :Hubert Gagnon) : Le président John Staton
- Mandy Moore (VF : Charlotte Corréa et VQ :Aline Pinsonneault) : Sally Kendoo
- Willem Dafoe (VF : Patrick Floersheim et VQ :Jean-Marie Moncelet) : Le vice-président Wally Sutter
- Chris Klein (VF : Franck Lorrain et VQ :Martin Watier) : William Williams
- Jennifer Coolidge : Martha Kendoo
- Sam Golzari (VF : Taric Mehani et VQ :Hugolin Chevrette) : Omer
- Marcia Gay Harden (VF : Marie-Martine Bisson et VQ :Élise Bertrand) : La première dame, Linda Staton
- Seth Meyers (VF : Cédric Dumond) : Chet Krogl
- John Cho : Ittles
- Adam Busch as Sholem Glickstein
- Judy Greer (VF : Anne Massoteau ; VQ : Karine Vanasse) : Debrah Accordo
- Bernard White (VF : Julien Kramer) : Agha Babur
- Tony Yalda (VF : Alexis Tomassian) : Iqbal Riza
- Noureen DeWulf (VQ : Kim Jalabert) : Shazzy Riza
- Shohreh Aghdashloo : Nazneen Riza
- Perrey Reeves : Marni

## Autour du film
- Le tournage s'est déroulé à Los Angeles du 11 juillet au 25 septembre 2005.
- Le film parodie l'émission télévisée américaine American Idol.
- Les scènes se déroulant à la Maison-Blanche furent tournées avec les décors de la série télévisée À la Maison-Blanche (1999).
- À noter, une petite apparition de Carmen Electra dans son propre rôle.

## Bande originale
- Stars and Stripes Forever, composé par John Philip Sousa
- One, tiré du film Chorus Line (1985), interprété par Sam Golzari
- Luck Be a Lady, tiré du film Blanches colombes et vilains messieurs (1955), interprété par Sam Golzari
- Impossible Dream, tiré du film L'Homme de la Manche (1972), interprété par Sam Golzari
- My Way, interprété par Sam Golzari
- Greased Lightnin, tiré du film Grease (1978), interprété par Sam Golzari
- Super Freak, interprété par Tony Yalda
- That's Entertainment, interprété par The Jam
- Nights in White Satin, interprété par The Moody Blues
- Mommy Don't Drink Me to Bed Tonight, interprété par Mandy Moore
- (Girl) Let's Not Be Friends, interprété par Joshua Wade Miller
- Rockin' Man, interprété par Trey Parker
- Never Felt This Way Before, interprété par Niki J. Crawford
- Lez Git Raunchy, interprété par Adam Busch
- Dreams with a Z, interprété par Mandy Moore
- Tea Time, interprété par Joe Lervold
- Trail of Love, interprété par The Razen Shadows et Teresa James
- Riza, interprété par Pedro Eustache, Paul Livingstone, Faisal Zedan, Wael Kakish et Donavon Lerman